# فيليستاس غودمان
فيليستاس غودمان (بالمجرية: Goodman Felicitász)‏ هي عالمة الإنسان مجرية، ولدت في 30 يناير 1914 في بودابست في المجر، وتوفيت في 30 مارس 2005 في كولومبوس في الولايات المتحدة.

## وصلات خارجية
- الموقع الرسمي